# Sułkowo (powiat stargardzki)
Sułkowo (dawniej Karolinek, niem. Karolinenthal) – osada w Polsce, położona w województwie zachodniopomorskim, w powiecie stargardzkim, w gminie Stargard, po wschodniej stronie Krąpieli, około 7 km na wschód od Stargardu. Jest samodzielnym sołectwem.
| SIMC    | Nazwa    | Rodzaj     |
| ------- | -------- | ---------- |
| 0783634 | Bębnikąt | przysiółek |

W latach 1975–1998 osada położona była w województwie szczecińskim.
Dawniej XVIII-wieczny folwark, początkowo należący do Tychowa, w latach dwudziestych XX wieku przeszedł na własność Puttkamerów z Pęzina. Od 1945 roku osada była użytkowana przez Ministerstwo Bezpieczeństwa Publicznego, zaś od lat siedemdziesiątych stanowiła własność PGR Pęzino. W Sułkowie został zachowany układ majątku folwarcznego z dwukondygnacyjnym budynkiem dworu, który nie przedstawia wartości architektonicznej. 
Do Sułkowa można dojechać liniami MPK Stargard nr: 33.